# Beliansky potok (přítok Varínky)
Beliansky potok je levostranný přítok Varínky, měří 8 km a je tokem IV. řádu. Teče ve východní části okresu Žilina.

## Pramen
Pramení v Malé Fatře, v podcelku Krivánska Fatra, na severních stráních Malého Kriváně (1 670,9 m n. m.) v nadmořské výšce přibližně 1 420 m n. m.

## Popis toku
Protéká severozápadním a severním směrem Belianskou dolinou v Malé Fatře a obcí Belá v Žilinské kotlině. Pramenná oblast s vějířem přítoků je součástí Národní přírodní rezervace Prípor. Do Varínky ústí u obce Belá v nadmořské výšce cca 435 m n. m.

## Galerie

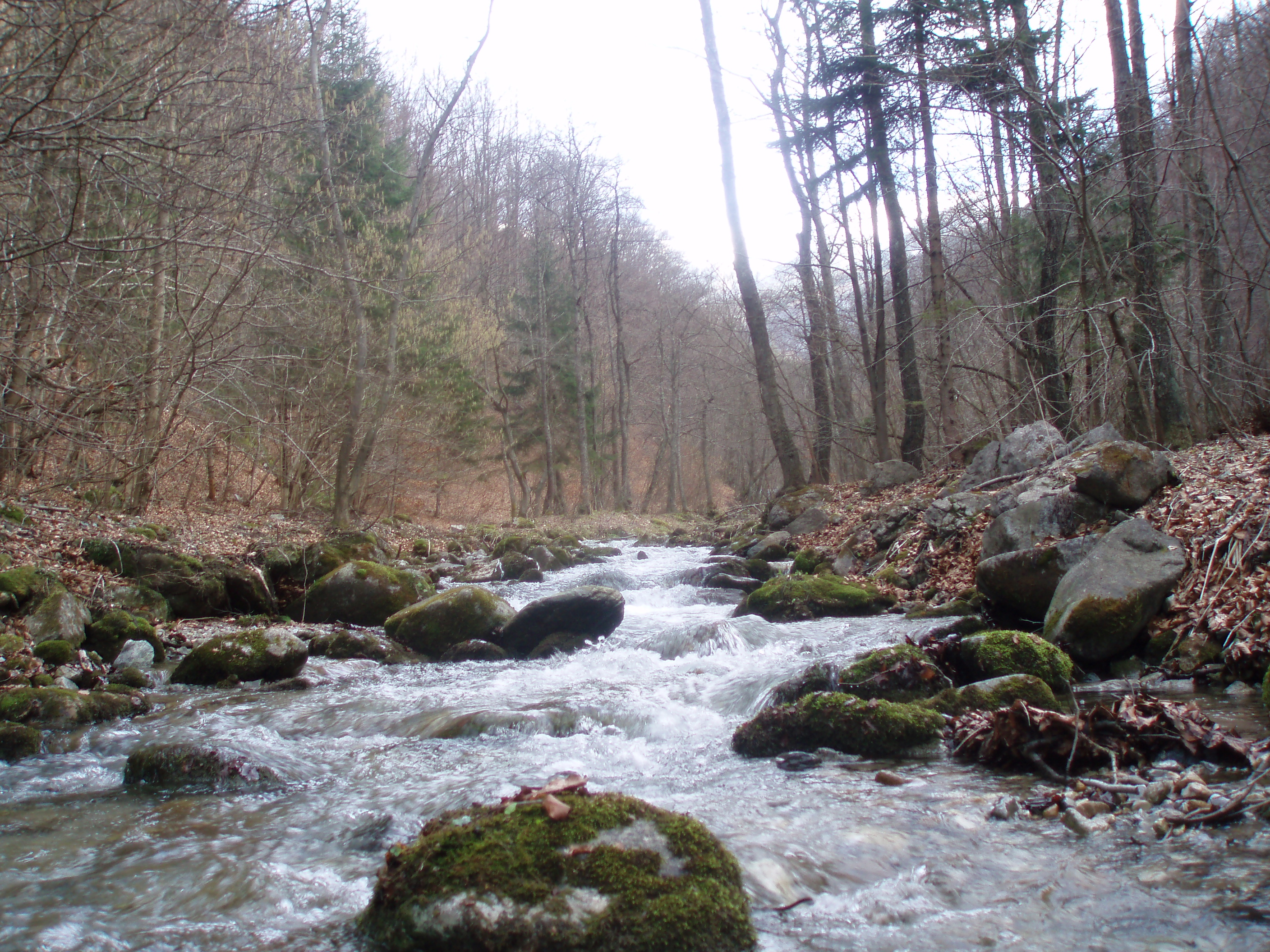
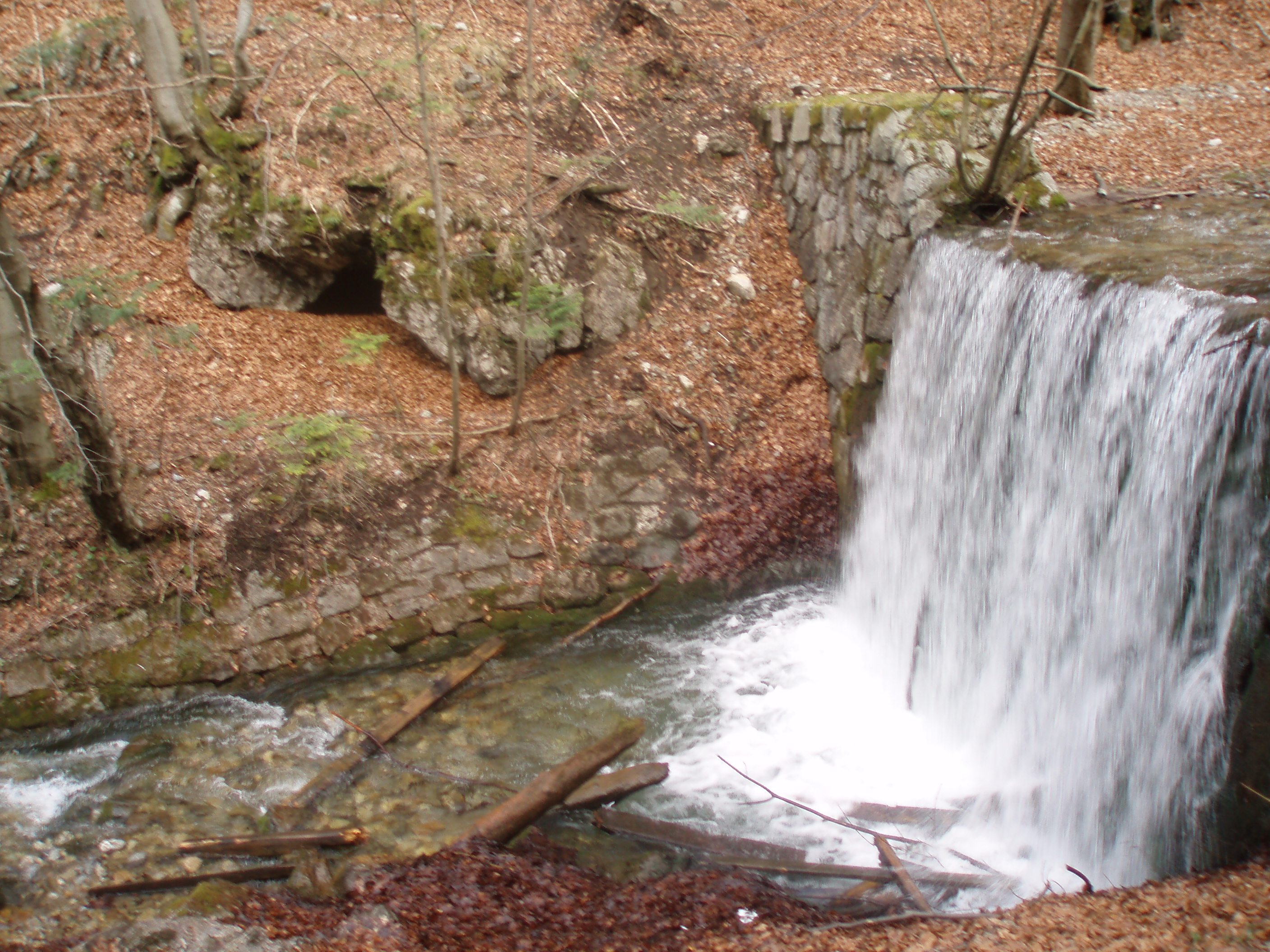
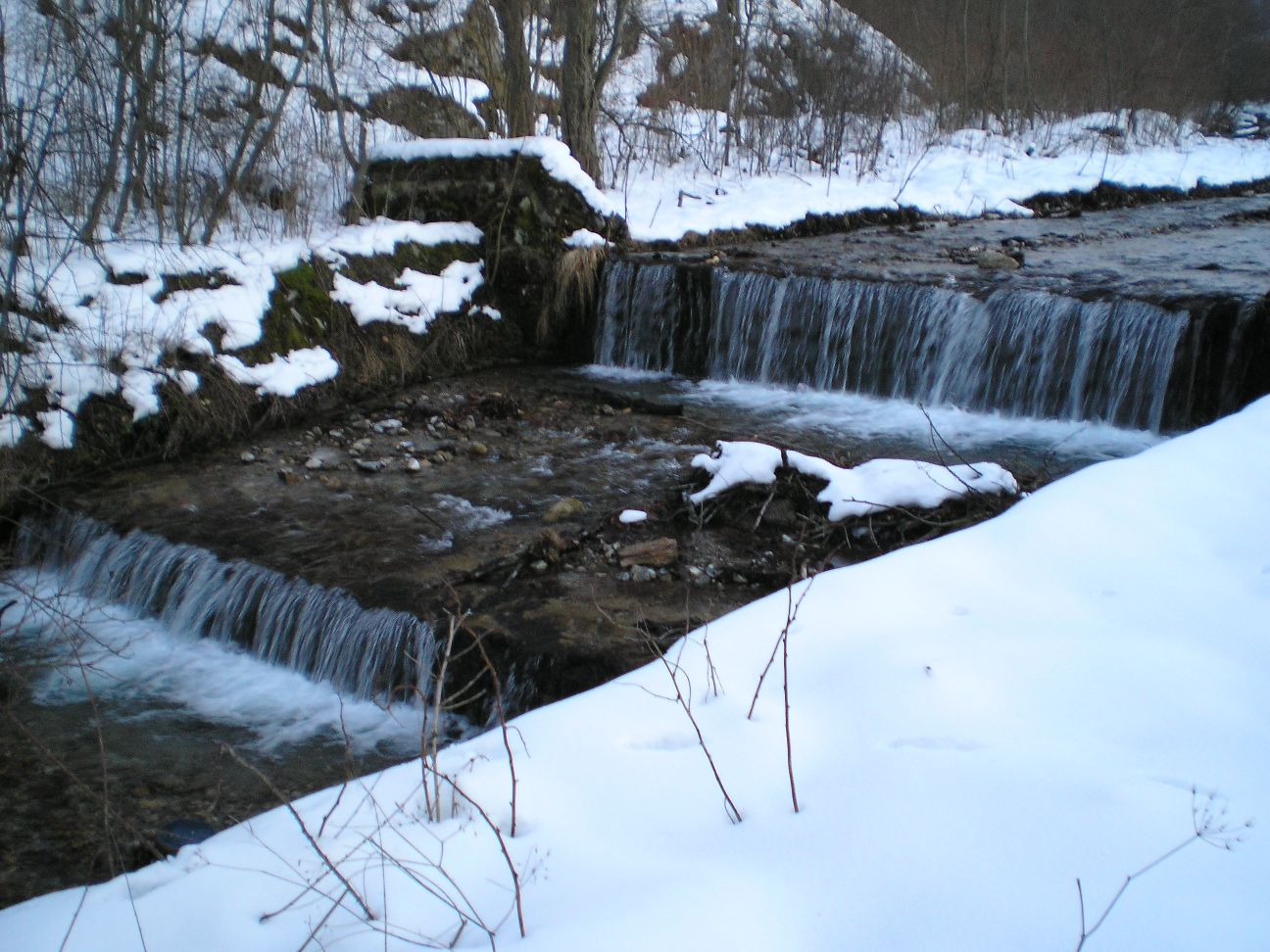